# Rio Caxambu
O rio Caxambu é um rio que corta o estado do Rio Grande do Sul, no Brasil.

## Topônimo
A palavra "Caxambu" tem etimologia discutida. Existem várias interpretações:
- tem origem no termo tupi kaxabu, que significa "mandacaru";[1]
- tem origem no termo de origem africana "caxambu", que designa:
  - um grande tambor;
  - um gênero musical;
  - um gênero de dança;
  - cartas que ficam viradas uma para outra no ato de embaralhar;[2]
  - morro em forma de tambor.[3]